# 오피스 크리스마스 파티
《오피스 크리스마스 파티》(영어: Office Christmas Party)는 미국에서 제작된 2016년 크리스마스 코미디 영화이다. 윌 스펙과 조시 고든이 연출하였고, 존 루커스, 스콧 무어, 티머시 다울링의 원안을 기반으로 루커스와 무어가 각본을 썼다. 제이슨 베이트먼, 올리비아 먼, T.J. 밀러, 제니퍼 애니스턴, 케이트 매키넌, 코트니 B. 밴스 등이 출연하였고, 스콧 스튜버 등이 제작에 참여하였다. 
2016년 12월 9일 파라마운트 픽처스를 통해 개봉하였다.

## 줄거리
지노텍 CEO가 사망하면서 임시 CEO가 된 딸 캐럴은 뉴욕 본사에서 동생 클레이가 있는 시카고 지사에 내려와 지사가 분기 목표 할당량을 채우지 못했기 때문에 직원을 40% 감축하고, 보너스를 삭감하고, 연례 크리스마스 파티를 취소하겠다고 통보한다. 시카고 지사가 금융 업계 거물 월터 데이비스와 회의를 앞뒀다는 사실을 밝히자 캐럴은 지사에서 1,400만 달러 계약을 따낸다면 자신의 계획을 없던 일로 하겠다고 약속한다.
회의 자리에서 월터는 지노텍의 사내 문화와 직원 대우 상황에 관해 우려를 표한다. 사내에 건강한 문화가 조성돼있다는 걸 보여주기 위해 시카고 지사는 월터를 크리스마스 파티에 초대한다. 그러나 네이트가 여자친구인 척하려고 데려온 매춘부 서배너가 소지한 코카인이 사고로 눈을 분사하는 기계에 들어가면서 마약에 취한 직원들은 광란 상태가 되어 마구잡이로 관계를 가지고 회사 기물을 파손하기 시작한다.

## 출연
- 제이슨 베이트먼 - 조시 파커 역
- 올리비아 먼 - 트레이시 휴스 역
- T.J. 밀러 - 클레이 밴스톤 역
- 제니퍼 애니스턴 - 캐럴 밴스톤 역
- 케이트 매키넌 - 메리 와인토스 역
- 질리언 벨 - 트리나 역
- 코트니 B. 밴스 - 월터 데이비스 역
- 버네사 베이어 - 앨리슨 파커 역
- 롭 코드리 - 제러미 파커 역
- 카란 소니 - 네이트 와인토스 역
- 샘 리처드슨 - 조엘 역
- 랜들 박 - 프레드 역
- 애비 리 - 서배너 역
- 제이미 정 - 메건 역
- 데이바인 조이 랜돌프 - 칼라 역
- 맷 월시 - 에즈라 역
- 벤 팰콘 - 의사 역
- 클로이 웨퍼 - 켈시 역
- 올리버 쿠퍼 - 드루 역
- 에이드리언 마티네즈 - 래리 역
- 에릭 차바리아 - 앨런 역
- 앤드루 리즈 - 팀 역
- 지미 버틀러 - 본인 역

## 같이 보기
- 크리스마스 영화 목록